# New York Times Building
New York Times Building este un zgârie-nori ce se află pe partea de vest a centrului zonei comerciale Manhattan, New York City.